# San Juan Bautista (Madrid)

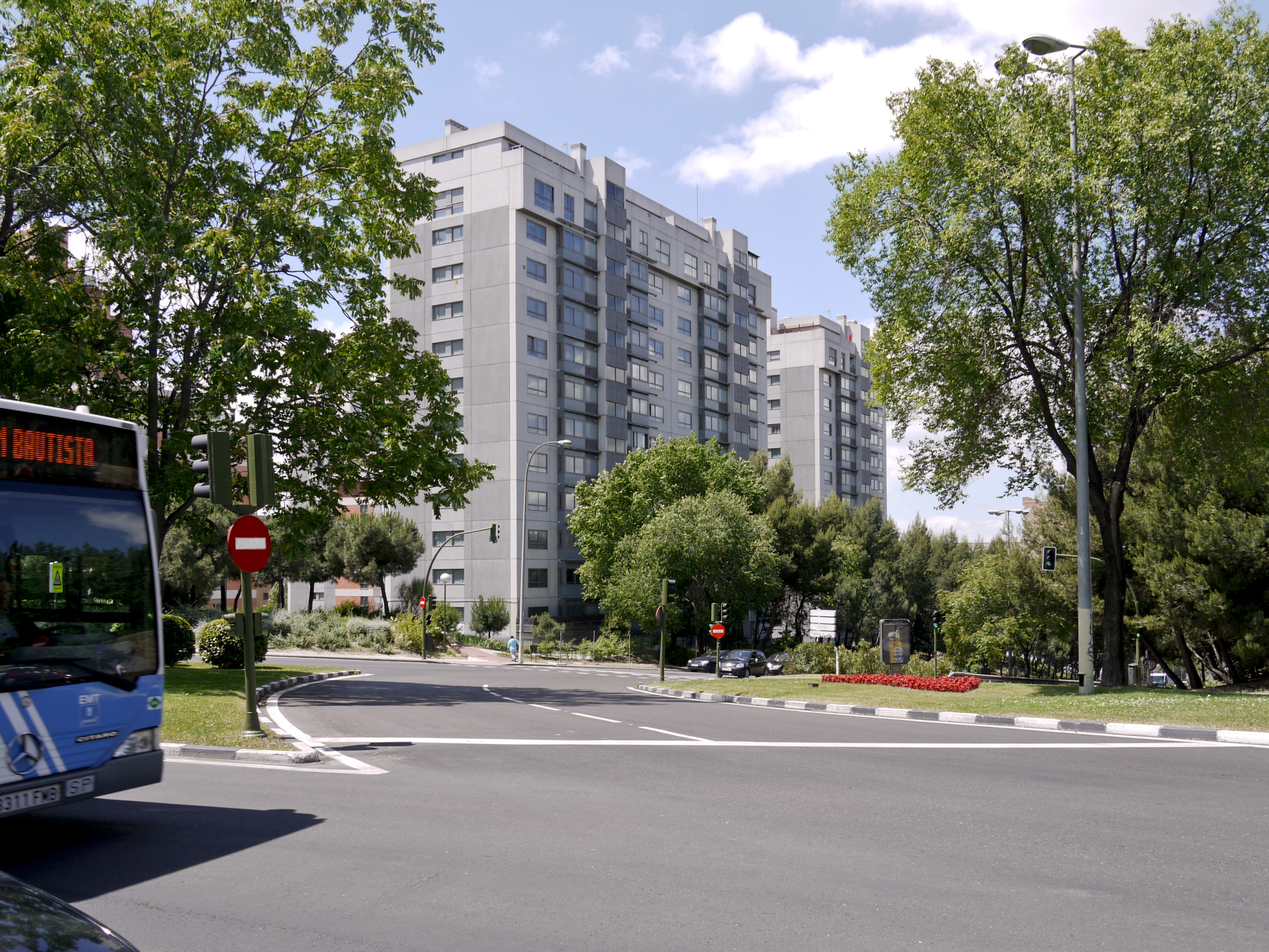
Torrelaguna och anslutningen till ringleden M-30. Till vänster buss 53 i riktning norrut mot Arturo Soria.

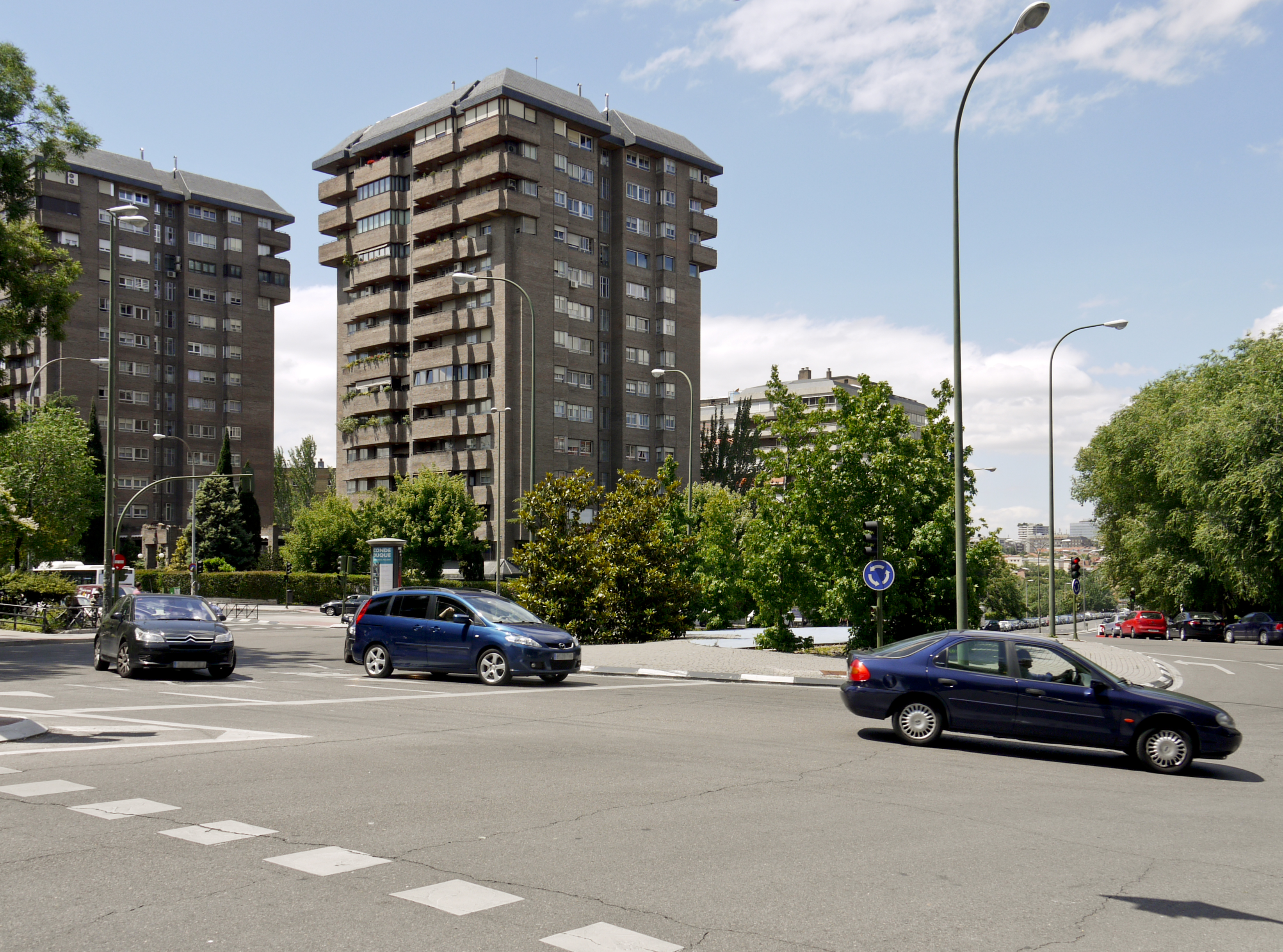
Korsningen Torrelaguna / Ramón y Cajal

San Juan Bautista är en stadsdel i nordöstra delen av Madrid, i distriktet Ciudad Lineal. Det gränsar till ringleden M-30, autovian N-II, gatan Arturo Soria, och gatan Jose Silva/Ramón y Cajal.
År 2009 uppgick befolkningen i San Juan Bautista till 12 831.

## Historia
Området bebyggdes i början av 1960-talet. Företaget Saconia byggde de flesta av bostäderna. Stadsdelen, också känd som "El Parque de San Juan Bautista", eller helt enkelt "el Parque", låg lite avskilt från Madrid. Förbindelsen med staden gick genom en trång tunnel under den då så kallade "autopista de Barajas", eller via några gator som gav förbindelse till Arturo Soria. En buss, linje P-1, känd som "la camioneta" ("lastbilen") gick genom "el Parque" på sin väg mellan Canillas och Diego de León, där den närmaste metrostationen låg. På calle Arturo Soria kunde man ta spårvagnen som gick mellan norr och söder, mellan två rader av nyplanterade tallar (pinjer), från Barrio de la Concepción till Chamartín de la Rosa. 
Området var organiserad som en samfällighet bestående av enskilda privatpersoner, och låg utanför den av Ayuntamiento de Madrid reglerade stadsbebyggelsen. Detta förhållande gjorde att underhållet av trädgårdarna, belysning och inklusive asfaltering av gatorna låg i den privata föreningens ansvar. Det ansågs som en sund plats för familjer som ville leva och bo på avstånd från stadens oljud och föroreningar.
Festligheterna till San Juans ära var omtalade. Man firade detta årligen i juli med en traditionell eld. Festerna lockade ungdomar från andra stadsdelar, som Canillas, La Colina, och San Pascual, som kom för att ta del av festligheterna, konserterna och uppleva elden som tändes på platsen vid kyrkan i norr av stadsdelen nära församlingshuset. Detta fält vid kyrkan ("campo de la iglesia") var en ödetomt som slutade abrupt med ravinsluttning på minst 100 meter. Idag är den borta och ersatt med en anslutning från calle Torrelaguna till M-30. Fältet vid kyrkan är nu idrottsplats och fotbollsplan för skolelever.
Efter ravinen låg den idag försvunna "Quinta de la Paloma", en bebyggelse med anspråkslösa bostäder utan vattenförsörjning och avlopp. Pojkarna från ”el Parque” gick över "la Quinta" för att komma intill arbetet med "Avenida de la Paz", som denna del av den sedermera byggda ringleden M-30 då kallades, och calle López de Hoyos. I denna del av San Juan Bautista låg några lantgårdar, nu rivna, kvarblivet material från gamla fabriker och ruiner från spanska inbördeskriget. På sidan om la Quinta och nedför calle de Treviana, stod två "skyskrapor" med mer än 10 våningar, med hiss.
I södra änden, vid nuvarande calle Ramírez de Arellano, fanns en rad fabriker, bland dem Parke-Davis laboratorier, och Hispavox studie. En annan liten ödetomt drog Parquens ungdomar till sig som lek/idrottsplats. Där kunde man hitta material från tillverkningsindustrin, som skifferbitar av pizarra, bobiner av nylon, etc. I Hispavox studie kunde man se epokens berömda sångare, till exempel Karina. Senare skapades på denna gamla ödemark ett grönt område inklusive några höghus.
CEA:s filmstudior låg i korsningen mellan Arturo Soria och autopista de Barajas. Intill Arturo Soria, låg ytterligare ett öde område med en rad hus i ruiner. Under några år användes dessa områden som soptipp, vilket varit allmänt brukligt i Madrids utkanter. De övergivna husen var mötesplats för Parquens gäng. I denna delen låg också en fotbollsstadium för Plus Ultra, ett lag i tredje division med gräsplan och på calle Treviana, byggdes senare ytterligare ett fotbollsstadium, "García de la Mata", med grusplan.
San Juan Bautista hade två stora privatskolor: "las Monjas" ("Nunnorna"), eller Nuestra Señora del Buen Consejo, och San Estanislao de Kostka, som senare flyttade till västra Madrid. Framför las Monjas låg en plantskola som senare omvandlades till en allmän park. Det fanns fler privatskolor, som Paídosskolan, eller "Don Valentín". I slutet av 1970-talet etablerade sig "Instituto Cervantes" i Canillas. Andra närliggande skolor var ”Ramiro de Maeztu” längs Arturo Soria, och Colegio Claret, på Avenida de América.
Under 1970-talet förvandlades området snabbt med en växande bebyggelse och en kommunal simanläggning kom till stånd.
Under 1980-talet byggdes lyxbostäder runt Arturo Soria och i området närmast M-30. Planen vid kyrkan och la Quinta de la Paloma gjordes grundligt om och slummen och marksluttningen försvann. Slutligen byggde man en kommunal skola och två metrostationer byggdes, Avenida de la Paz och Arturo Soria. Spårvägen lades ned och bussen (linje 53) går nu mellan Puerta del Sol och Arturo Soria via San Juan Baptista. Hispavox och Parke-Davis gav sig iväg, och Telefónica, Amper och andra företag flyttade in. På 1990-talet kom La Jefatura de Tráfico, och affärscentrat Arturo Soria Plaza byggdes.
Idag är San Juan Bautista helt och hållet integrerat i staden Madrid och har förlorat sin gamla personlighet. San Juan-festerna har upphört sedan några år tillbaka. Bostäderna är mycket varierande och de första kulturmärkta blandas nu med de senaste lyxvillorna med simbassäng.